# Selçuk
Selçuk là một huyện thuộc tỉnh İzmir, Thổ Nhĩ Kỳ. Huyện có diện tích 280 km² và dân số thời điểm năm 2007 là 34002 người, mật độ 121 người/km².